# Thoothukudi (district)
Thoothukudi is een district van de Indiase staat Tamil Nadu. Het district telt 1.565.743 inwoners (2001) en heeft een oppervlakte van 4621 km².
Het district ontstond in 1986, toen het zich afsplitste van Tirunelveli. Het district droeg ruim tien jaar de naam Chidambaranar, vernoemd naar een nationalistische leider van de Swadeshi-beweging. In 1997 werd de huidige naam aangenomen, naar de gelijknamige hoofdplaats Thoothukudi.
Hoofdstad: Chennai
Districten: Ariyalur · Chengalpattu · Chennai · Coimbatore · Cuddalore · Dharmapuri · Dindigul · Erode · Kallakurichi · Kanchipuram · Kanyakumari · Karur · Krishnagiri · Madurai · Mayiladuthurai · Nagapattinam · Namakkal · Nilgiris · Perambalur · Pudukkottai · Ramanathapuram · Ranipet · Salem · Sivaganga · Tenkasi · Thanjavur · Theni · Thoothukudi · Tiruchirappalli · Tirunelveli · Tirupattur · Tirupur · Tiruvallur · Tiruvannamalai · Tiruvarur · Vellore · Viluppuram · Virudhunagar